# Abd ar-Razzaq as-Sausa
Abd ar-Razzaq as-Sausa (arabisch عبد الرزاق الصوصاع, DMG ʿAbd ar-Razzāq aṣ-Ṣawṣāʿ) war Staatsoberhaupt von Libyen.
As-Sausa war Generalsekretär des Allgemeinen Volkskongresses vom 7. Oktober 1990 bis zum 18. November 1992, de jure Staatsoberhaupt von Libyen.
| Personendaten    | Personendaten                                 |
| ---------------- | --------------------------------------------- |
| NAME             | Sausa, Abd ar-Razzaq as-                      |
| ALTERNATIVNAMEN  | Sawsa, Abdul Razzaq as-; Sawsa, Abd ar-Razzaq |
| KURZBESCHREIBUNG | Staatsoberhaupt von Libyen                    |
| GEBURTSDATUM     | 20. Jahrhundert                               |